# 木村盛世
木村 盛世（きむら もりよ、Moriyo KIMURA、1965年3月9日 - ）は、日本の医師、医学者、Master（ジョンズ・ホプキンス大学公衆衛生大学院・1998年）である。一般社団法人パブリックヘルス協議会代表理事。元厚生労働省医系技官。

## 来歴
日本女子大学附属豊明小学校、日本女子大学附属中学校・高等学校卒業。1990年、筑波大学医学専門学群卒業。1998年、ジョンズ・ホプキンス大学公衆衛生大学院疫学部修士課程修了。内科医として研修の後、アメリカ疾病予防管理センター (CDC) 多施設研究プロジェクトコーディネーターを経て、財団法人結核予防会に勤務する。その後厚生労働省で医系技官となり、厚生労働省大臣官房統計情報部人口動態・保健統計課疾病傷害死因分類調査室室長、同統計情報部訓令室長、東京検疫所東京国際空港検疫所支所で検疫医療専門職、などを歴任した。
2014年7月15日に厚生労働省へ辞表を提出して8月15日付で退官 し、医療法人財団綜友会 医学研究所所長に就く。研究所を退職して一般社団法人パブリックヘルス協議会を設立して代表理事を務める。

## 人物
著書やマスメディアで積極的に意見を発表している。2009年（平成21年）5月28日「参議院予算委員会集中審議」で、厚労省技官として平成21年のインフルエンザ対策を批判するなどの直言がメディアで注目され、ノンフィクション作家としても活動する。

### 新型インフルエンザ対策を批判
- 2009年新型インフルエンザの世界的流行の対応について2009年（平成21年）5月1日に雑誌のインタビューに答え、検疫所の水際作戦による封じ込め、インフルエンザワクチン、タミフルによる対応、はそれぞれナンセンスと批判し、感染症疫学の専門家の立場からH1N1亜型ウイルスは「弱毒性」との観測を示した[7]。
- 2009年（平成21年）5月28日に、参議院予算委員会に参考人として招致され、検疫官がテレビ向けのパフォーマンスとして利用されたのではないかと疑っていると述べた[8]。

## 著作
- 『厚生労働省崩壊－「天然痘テロ」に日本が襲われる日』講談社、2009年
- 『厚労省と新型インフルエンザ』講談社、2013年
- 『辞めたいと思っているあなたへ』PHP研究所、2014年
- 『厚労省が国民を危険にさらす』ダイヤモンド社、2015年
- 『新型コロナ、本当のところどれだけ問題なのか』飛鳥新社、2021年
- 『コロナ自粛の大罪』（共著）宝島社、2021年

## 出演番組

### テレビ
- ビートたけしのTVタックル（テレビ朝日） - 2009年5月25日、8月17日、10月26日、12月14日、2010年8月30日、2011年5月30日、2011年8月1日、2011年8月29日、2013年11月18日、2020年5月3日
- 朝まで生テレビ!（テレビ朝日） - 2009年6月7日
- FNNスーパーニュースアンカー（関西テレビ） - 2009年6月10日
- サキヨミ（フジテレビ） - 2009年8月23日
- VOICE（毎日放送） - 2009年5月28日
- 教えて!ニュースライブ 正義のミカタ（朝日放送テレビ） - 2015年1月24日 - 2020年2月1日 - 7月8日、7月18日 - 8月8日、9月19日、10月10日
- 激論!コロシアム 〜これでいいのか?ニッポン〜（テレビ愛知） - 2013年11月23日、2014年11月1日
- 新報道2001（フジテレビ） - 2009年11月1日
- 報道発 ドキュメンタリ宣言（テレビ朝日） - 2009年5月25日
- サンデースクランブル（テレビ朝日） - 2009年8月30日
- サンデープロジェクト（テレビ朝日） - 2009年10月18日
- 情報プレゼンター とくダネ!（フジテレビ） - 2009年9月7日、9月25日
- みみたこ（フジテレビ） - 2011年12月30日
- サプライズ（読売テレビ） - 2009年8月27日
- News Fine（テレビ東京） - 2009年10月16日
- BSフジLIVE プライムニュース（BSフジ） - 2010年9月27日
- ニュースの深層（朝日ニュースター） - 2009年5月29日
- 闘え!山里ジャーナル（朝日ニュースター） - 2011年10月15日
- 特盛!よしもと 今田・八光のおしゃべりジャングル（読売テレビ） - 2020年12月12日（予定）
- 情報ライブ ミヤネ屋（読売テレビ） - 2022年1月4日

### ラジオ
- 大竹まこと ゴールデンラジオ!（文化放送） - 2009年11月9日
- 菅原明子のエッジトーク（ラジオ日本） - 2009年7月22日、7月29日
- 報道するラジオ（MBSラジオ） - 2013年4月26日